# 오토모씨 (신별)
오토모 씨(일본어: 大伴氏 오오토모우지[*])는 "오토모(大伴)"을 씨로 삼는 씨족이다. 헤이안 시대 초기에 준나 천황을 피휘하여 토모 씨(伴氏)로 개칭했다. 성은 무라지이고, 팔색성제가 제정된 뒤에는 스쿠네, 헤이안 시대 중기 이후에는 아손이다.
천손강림 때 선도한 아마노 오시히의 자손인 천신계 씨족으로, 사에키 씨와는 동족 관계이다. 일반적으로 사에키 씨를 오토모 씨의 분가로 보지만 그 반대 설도 있다.

## 개요

### 임무
「오토모」(大伴)는 「거대한 도모노 미야쓰코(伴造)」라는 의미로, 고대 야마토 조정에 직속된 많은 도모노베(伴部)를 통솔했던 데서 기인한다. 또한 집안 전승에 따르면 구메베(来目部)나 유기오베(靫負部) 등의 군사적 부민(部民)을 거느리고 있었던 것으로 상정되어, 모노노베씨(物部氏)와 함께 야마토 조정의 군사 업무를 맡아 보았던 것으로 보인다. 두 씨족의 차이는 오토모 씨가 오키미(大王) 및 야마토 조정의 친위대적 성격의 군사였다면 모노노베 씨는 지방을 맡은 국군적 성격을 가지고 있어, 대대로 궁정을 경호하는 왕궁경찰이나 근위병과 같은 역할을 했다.

### 근거지
오토모 씨의 옛 근거지는 바다와 가까운 셋쓰국(摂津国) ・ 가와치국(河内国) 연안 지방이었던 것으로 보이며 가와치 국에서는 오토모노 가네마로(大伴金村)의 「스미요시 저택」(住吉の宅)이 있어 《만요슈》(万葉集)에서도 「大伴の御津の浜」 또는 「大伴の高師の浜」라는 와카 구절로 등장하고 있다. 스미요시는 야마토 왕권의 중요한 항구였던 스미요시 진(住吉津)이 위치해 있었던 곳으로 「御津」란 나니와 진(難波津), 「高師」는 오늘날의 오사카부(大阪府) 다카이시시(高石市) 일대에 해당한다.
한편으로 오토모 씨의 먼 조상으로 전하는 미치노오미노 미코토(道臣命)가 진무 동정(神武東征)에서 공을 세워 야마토국(大和国)의 다카이치군(高市郡) 지쿠사카 읍(築坂邑)에 택지를 하사받았다는 《일본서기》(日本書紀)의 기록이나 오토모 씨의 다른 연고지가 같은 구니(国)의 시로가미 군(城上郡) 적견장(跡見荘)에 있었다는 것 등으로 미루어 볼 때 훗날 근거지를 야마토 국의 시키(磯城), 다카이치 지방으로 옮긴 것으로 여겨지고 있다.

## 역사

### 전성기
5세기 후반에 등장하는 오토모 씨의 첫 번째 인물로 실재가 확인되는 것은 오토모노 무로야(大伴室屋)로, 유랴쿠(雄略) 때에 오오무라치(大連)가 되어, 그때까지 세력을 떨치던 가쓰라기 씨(葛城氏)를 제치고 오토모 씨가 급속히 대두하기 시작하였다.
부레쓰(武烈) 때 오오무라치가 된 가네마로(金村)의 시대에 오토모 씨는 전성기를 맞이하였고, 그 뒤 게이타이(継体) ・ 안칸(安閑) ・ 센카(宣化) ・ 긴메이(欽明)에 이르는 다섯 오키미의 조정에서 오오무라치를 맡았다. 특히 가네마로는 에치젠국(越前国)에서 오호도(弟) 왕자를 맞이해 와서 새로운 오키미로 옹립하는 공을 세우고 야마토 왕권 내에서도 확고한 지위를 구축하였다. 그러나 백제(百濟)의 가야 진출 과정에서 임나 4현이 백제에 넘어간 뒤 같은 오오무라치였던 모노노베 씨의 참소를 당해 실각한다 셋쓰 국 스미요시 군(住吉郡, 지금의 오사카시 스미요시구 미카도즈카 산帝塚山)의 저택으로 물러났다. 그 뒤 소가씨(蘇我氏)와 모노노베씨(物部氏)의 대립이 시작된다.

### 아스카 시대(飛鳥時代)에서 나라 시대(奈良時代)로
그러나 오토모 씨의 힘은 아직 쇠퇴한 것은 아니었고, 오토모노 이와(大伴磐) ・ 오토모노 후키(大伴咋) ・ 오토모노 사테히코(大伴狭手彦)가 대장군 및 대부(大夫, 의정관)으로써 야마토 조정을 섬겼고, 다이카 개신 이후인 다이카(大化) 5년(649년)에는 오토모노 나가토쿠(大伴長徳)가 우대신(右大臣)이 되었다. 또한 고분 천황(弘文天皇) 원년(672년)에 일어난 진신의 난(壬申の乱) 때에는 나가토쿠의 동생 오토모노 마쿠타(大伴馬来田) ・ 후케이(吹負) 형제가 병사를 거느리고 공을 세웠다. 이후로도 나라 시대(奈良時代)까지 오토모 씨는 조정을 섬겨 대납언(大納言)까지 오른 오토모노 미유키(大伴御行) ・ 오토모노 야스마로(大伴安麻呂) ・ 오토모노 다비토(大伴旅人) 이후 많은 구교(公卿)들이 배출되었다.
한편으로 오토모노 야스마로 ・ 오토모노 다비토 ・ 오토모노 야카모치(大伴家持) ・ 오토모노 사카노우에노 이라쓰메(大伴坂上郎女) 등의 가인(歌人) 또한 많이 배출되었다. 견당부사(遣唐副使) 오토모노 고마로(大伴古麻呂)는 독단으로 당의 승려 간진(鑑真)을 밀입국시켜 데려 오기도 했다.

### 정쟁 그리고 쇠퇴
오토모 씨는 나라 시대에서 헤이안 시대(平安時代) 전기에 걸쳐 정쟁에 관여했다가 일족 대부분이 처벌을 당하고 차츰 세력을 잃어 갔다.
진키(神亀) 6년(729년)에 일어난 나가야 왕의 정변(長屋王の変)에서는 나가야 왕과의 친분이 있던 오토모노 다비토가 사건 전후에 일시 다자이후(大宰府)로 좌천되었다. 나라 시대 중기에 일어난 후지와라 나카마로(藤原仲麻呂) 정권 아래서 덴표쇼호(天平勝宝) 9세(757년)의 다치바나노 나라마로(橘奈良麻呂)의 난에서 오토모노 고마로가 옥사하고 오토모노 고자비(大伴古慈悲)는 유배당한다(쇼토쿠 천황이 붕어하고 나서야 복귀). 또한 오토모노 야카모치는 후지와라 나카마로의 암살 계획에 관여했다는 이유로 덴표호지(天平宝字) 8년(764년)하리마노카미(薩摩守)로 좌천당한다.
야카모치는 덴오(天応) 2년(782년)에 발생한 히카미노 가와쓰기(氷上川継)의 난에 연좌당해 관직에서 해임되기도 했지만, 최종적으로는 간무(桓武) 초기에 중납언(中納言)까지 올랐다. 그러나 엔랴쿠(延暦) 3년(784년) 천황이 나가오카쿄(長岡京) 천도를 실행에 옮기는데 불만을 품은 오토모 씨는 천도 책임자였던 중납언 후지와라노 다네쓰구(藤原種継)를 암살하는 사건을 일으킨다. 사건 뒤에 오토모노 고마로의 아들인 쓰구히토(継人)는 난의 주모자로써 처형당했고, 직전에 사망했던 야카모치도 제명당했다. 그런 한편으로 헤이안 초기에 간무 천황의 명을 받들어 세이이타이쇼군(征夷大将軍)이 되어 에미시(蝦夷) 정벌에 공을 세우고 종3위 관위를 받은 오토모노 오토마로(大伴弟麻呂)나, 후지와라노 다네쓰구 암살 사건의 주모자로 처형된 쓰구히토의 아들로 어린 나이에 유배되었다가 사면된 뒤 관직에 올라 업적을 세우고 산기(参議)가 된 오토모노 구니미치(大伴国道) 등의 구교가 배출되는 등 집안의 지위는 보존되었다.
고닌(弘仁) 14년(823년) 오토모 씨는 준나 천황(淳和天皇)의 휘(오토모大伴)를 피해, 천황이 즉위하자마자 도모(伴)로 씨를 고쳤다. 조와(承和) 9년(842년)에 발생한 조와의 변에서 도모노 다케즈미(伴健岑)가 주모자로써 유배당하고 후지와라씨(藤原氏)의 타 씨족 배척으로 도모 씨 또한 타격을 입지만, 실제로 5위 이상의 일족 일원으로 연좌된 사람은 없었다. 그 뒤 구니미치의 아들인 도모노 요시오(伴善男)가 닌묘 천황(仁明天皇)에게 중용되면서 대납언이 되고 두각을 드러내는데, 세이와(清和) 때인 조간(貞観) 6년(864년) 다비토 이래 130년만에 대납언이 나온 것이었다. 그러나 조간 8년(866년) 발생한 응천문의 변에서 요시오 ・ 나카쓰네(中庸) 부자가 사건의 주모자로 몰려 그 친족 대다수가 유배형에 처해졌다. 이후 도모 씨에서는 구교가 나오지 못한다.

### 헤이안 중기 이후
덴교(天慶) 2년(939년) 도모노 야스히라(伴保平)가 6개 구니의 고쿠시(国司)를 거쳐 72세의 나이로 산기가 되면서 도모 씨로써 75년만에 다시 구교가 탄생되었다. 야스히라는 고령의 나이로 덴랴쿠(天暦) 4년(950년) 종3위까지 올랐고, 이듬해에는 아손(朝臣)으로 가바네를 고치지만, 결과적으로는 도모노 야스히라가 도모 씨 최후의 구교가 되었다. 헤이안 시대 전기에는 기 씨(紀氏)와 함께 무인고실(武人故実)을 전하는 집안이 되었으나, 무사(武士)의 대두와 함께 도모 씨는 역사의 무대에서 자취를 감춰버렸다.
다음은 도모 씨의 후손을 칭한 집안들이다.
- 쓰루가오카 사직가(鶴岡社職家) ・・・ 도모노 다다쿠니(伴忠国)가 쓰루가오카 하치만구(鶴岡八幡宮) 초대 신주(神主)가 된 이래 대대로 그 직책을 이어받았다. 도모노 나카쓰네의 후손을 자처했으나[9] 도모노 야스히라의 동생인 야스아리(保在)의 후예라 된 계보도도 있다.[10]
- 기모쓰키 씨(肝付氏) ・・・ 오스미국(大隅国)의 호족. 센고쿠 시대 기모쓰키 가네쓰구(肝付兼続)가 센고쿠 다이묘(戦国大名)로써 시마즈 씨(島津氏)와 경쟁하였으나 자손은 시마즈 씨를 주군으로 섬겨 사쓰마 번사(薩摩藩士)가 되었다. 계보는 명확하지 않으나 도모 성을 칭했고, 도모노 나카쓰네로 이어지는 계보도 있다.[11]
- 미카와 도모 씨(三河伴氏) ・・・ 미카와국(三河国) 호족으로 헤이안 시대 후기에 도모노 스케카네(伴助兼)가 후3년의 역(後三年の役)에서 활약하였다. 도모노 요시오[12] ・ 오토모노 스루가마로(大伴駿河麻呂)[13] ・ 오토모노 야카모치[14] 등과 엮인 계보도 있다.
- 가가 도모 토(甲賀伴党) ・・・ 오미국(近江国)의 호족으로 훗날 다키가와 씨(滝川氏)를 칭하고 센고쿠 시대에 다키가와 가즈마스(滝川一益) 등의 무장을 배출하였다. 미카와 도모 씨의 일족이다.[15]
- 이즈 도모 씨(伊豆伴氏) ・・・ 헤이안 후기에 이즈노죠(伊豆掾)를 역임[16]. 이즈노곤노카미(伊豆権守, 죠掾라고도) ・ 도모노 다메후사(伴為房)의 딸은 가마쿠라 막부의 싯켄 호조 도키마사(北条時政)의 어머니이다.[17] 도모노 요시오가 이즈 국으로 유배된 뒤에 얻었다는 아들 요시우오(善魚)에서 이어지는 계보도가 존재한다.[16]
- 오노 가(小野家) ・・・ 조정에서 주전료(主殿寮)의 관인을 지냈던 지게케(地下家)로 에도 시대(江戸時代) 최고 관직 승진은 종4위상 ・ 주전조(主殿助)였다. 도모노 야스히라의 후예를 자처했다.[18]
- 오자키 가(尾崎家) ・・・ 황족 가쓰라노미야(桂宮) 집안의 쇼다이후(諸大夫)를 지낸 지게케로 에도 시대의 최고 관직 승진은 정4위하 ・ 봉전두(縫殿頭). 에도 시대 후기에 오자키 스미오키(尾崎積興)는 81세의 고령으로 종3위에 올랐다. 또한 오자키 사부로(尾崎三良)는 메이지 유신에서 공을 세워 남작(男爵)이 되었다. 도모노 요시오의 후예를 자처했다.[18]
- 이치베 씨(市部氏) ・・・ 가이 도모 씨(甲斐伴氏)라고도 불리며 지파 씨족으로 가네마루 씨(金丸氏)가 있다.